# مردم کریولو
کریولو(Criollo تلفظ اسپانیایی: [ˈkɾjoʎo]) از اهالی آمریکای لاتین بوده‌اند که فقط یا بیشتر نژادشان اسپانیایی است. چنین نسبی آن‌ها را از افراد چند نژادی آمریکایی لاتین و از آمریکای لاتینی‌های دارای‌تبار اروپایی پس از استعمار (و نه لزوماً اسپانیایی) متمایز می‌کند.
از نظر تاریخی، مردم کریولو به عنوان یک طبقه اجتماعی در سلسله مراتب مستعمرات خارج از کشور در آغاز قرن شانزدهم توسط اسپانیا تأسیس شده‌است، به ویژه در آمریکای اسپانیایی. آن‌ها کسانی بودند که در بر جدید متولد می‌شدند ولی تقریباً همیشه از نژاد اسپانیایی بودند، اما همچنین گاهی از نژادهای دیگر اروپایی نیز بودند. گویا کریولوها به دنبال یافتن هویتشان از طریق گذشته بومی، نمادهای ملی و همه چیز مربوط به آمریکایی‌ها بوده‌اند. هویت آن‌ها در نتیجه اصلاحات بوربون در سال ۱۷۰۰ تقویت شد زیرا که سیاست‌های امپراتوری اسپانیا نسبت به مستعمراتش تغییر یافت و منجر به تنش بین کریولوها و پنیسولارها (شبه جزیره‌ای‌ها) شد. رشد قدرت سیاسی و اقتصادی کریولوهای محلی در مستعمرات، همراه با توزیع جغرافیایی جهانی آنان، این مناطق را به سمت تکامل هویتی و ایجاد دیدگاه‌های ملی‌گرایانه و جدایی‌طلبی (هر دو از یکدیگر و اسپانیا) سوق داد. در طول جنگ‌های استقلال آمریکای اسپانیا، کریولوها مانند سیمون بولیوار و خوزه د سان مارتین طرفداران اصلی استقلال از حاکمیت اسپانیا شدند.
حال در کشورهای اسپانیایی‌زبان، استفاده از criollo به معنای شخصی از نژاد اسپانیایی یا اروپایی منسوخ شده‌است؛ به جز در مورد دوره استعمار. این کلمه امروزه در برخی کشورها به عنوان صفت مورد استفاده قرار می‌گیرد که چیزی محلی یا بسیار معمول را برای یک کشور خاص آمریکای لاتین تعریف می‌کند.